# Sociedade de Maria (Marianistas)
A Sociedade de Maria (em latim: Societas Mariae, abreviado SM), uma sociedade mariana católica romana, é uma congregação de irmãos e padres chamados de marianistas conhecida também como Irmãos e Padres Marianistas. A sociedade foi fundada pelo beato Guilherme José Chaminade, um padre que sobreviveu à perseguição anti-clerical durante a Revolução Francesa. A Sociedade é um dos quatro ramos da Família Marianista, cujos membros seguem Maria como modelo de fé e espiritualidade. Eles acreditam a melhor forma de viver uma vida espiritual é dividir sua fé com outros, trabalhar com os pobres, educar ou nutrir a mente, o corpo e a alma.
A Sociedade de Maria foi fundada em 1817 em Bordéus, na França. Em 1839, o Papa Gregório XVI publicou uma comenda à sociedade elogiado as obras de seus membros. O Papa Pio IX reconheceu-a em 1865 e, finalmente, em 1891, o Papa Leão XIII aprovou sua constituição.

## Processo de formação
Homens que perseguem uma vocação na Sociedade de Maria passam por um intenso processo de formação que os leva a examinar a si próprios e sua espiritualidade. O primeiro passo para se tornar um marianista é tornar-se um "Contato". Os contatos aprendem sobre o instituto religioso e sobre si através de retiros e através da liderança de um marianista com o qual se mantém em contato regular. O passo seguinte é o de "Aspirante" — uma jornada de dez meses de convivência com uma comunidade marianista seguindo suas práticas diárias. Cada aspirante trabalha em um ministério para aprofundar sua compreensão da espiritualidade marianista e de sua própria fé. No final deste período, o candidato passa para o "Noviciato", que é um período de vinte meses dividido em dois anos. Neste período, o noviço aprende sobre o instituto e passa seu tempo tentando discernir seu chamado em relação ao instituto.
No final do Noviciado, o noviço professa seus votos temporários. É necessário que ele os renove por pelo menos três anos, ao final dos quais o irmão pode decidir entrar para a profissão perpétua, na qual ele professa seus votos de pobreza, castidade, obediência e estabilidade. Além disso, alguns irmãos estudam para se tornarem padres no Seminário Internacional Marianista, em Roma, Itália.

## Marianistas pelo mundo
Existem cerca de 1 200 marianistas: 405 padres, dois bispos e 800 irmãos, em quatro continentes e em 38 países. Os marianistas dizem "dedicar a maior parte de seus esforços à inculturação para se enraizarem em novos países, na Ásia e na África, e também para se alinharem com as culturas vizinhas que nos desafiam e o que chamamos de moderno ou pós-moderno".

### Marianistas na América Latina

#### Argentina
Os marianistas chegaram da Espanha em 1932 e fundaram sua própria escola em Buenos Aires, na vizinhança de Caballito, em 1935, onde ainda funciona. Eles também estão presentes em Junín e Nueve de Julio, na província de Buenos Aires, e em General Roca, na província de Río Negro.
Brasil
Os religiosos marianistas chegaram ao Brasil no mês de janeiro de 1975. Enviados pela então Província de Madrid, os três primeiros religiosos foram destinados à cidade de Gália, Diocese de Bauru, para atender a paróquia local. Posteriormente foram enviados outros religiosos que trabalharam com o mundo universitário, a formação sacerdotal nas cidades de Bauru, Marília e Tupã.
Na comemoração dos 25 anos de presença no Brasil iniciou-se a missão na área de Educação Não-Formal com a Associação Comunitária Caná, mantenedora do Projeto Caná, em uma região periférica de Bauru.
No ano de 2020 as portas do Colégio Chaminade foram abertas para a população em Bauru. 

#### Chile
Os marianistas estão ativos no Chile desde 1948, convidados pelo cardeal Jose Maria Caro. Em 1982, o instituto formou a Província do Chile e a Província da Argentina dividindo a antiga Província dos Andes. Entre as instituições educacionais marianistas no Chile estão o Colegio Santa María de la Cordillera, Colegio Parroquial San Miguel, Instituto Miguel e o Instituto Linares.

#### Peru
Os marianistas fundaram vários institutos educacionais como o Colegio Santa Maria Marianistas, Colegio Maria Reina Marianistas, Colegio San Antonio Marianistas, Colegio San José Obrero Marianistas e El Instituto Chaminade Marianistas.

#### Porto Rico
Os marianistas estão ativos em Porto Rico desde 1938 quando o Colegio San José foi fundado. É até hoje considerado uma das principais instituições preparatórias para as universidades de Porto Rico e do Caribe.

### Marianistas na América do Norte

#### Canadá
Os marianistas são ativos no Canadá, onde o finado arcebispo Raymond Roussin, S.M., D.D., um marianista, comandou a Arquidiocese de Vancouver entre 2004 e 2009.

#### Estados Unidos
Os Estados Unidos abrigam duas províncias marianistas: a dos Estados Unidos e a de Meribah. 
A província de Meribah, que se separou em 1976, opera apenas na Diocese de Rockville Centre em Long Island, Nova Iorque, onde administra escolas e casas de retiro. O superior provincial é o irmão Thomas Cleary, S.M.
Os membros da província dos Estados Unidos estão concentrados em Honolulu, Havaí; St. Louis, Missouri; Dayton, Ohio; Cincinnati, Ohio, e San Antonio, Texas. A província administra três universidades, dezoito escolas superiores, seis escolas elementares, duas escolas intermediárias, cinco centros de retiro e sete paróquias. O ator e ativista Martin Sheen creditou sua dedicação às causas públicas à sua educação marianista em Dayton, Ohio. Charles J. Pedersen, que recebeu o Nobel de Química em 1987, também estudou numa escola superior marianista e depois seguiu para a Universidade de Dayton justamente por ser marianista.

### Marianistas na Europa

#### França
Os marianistas continuam ativos na França, onde foram fundados. A Província da França inclui 112 irmãos e padres em dezessete casas ou residências comunais na França, Bélgica e Tunísia. Cinquenta e oito estão alocados na Costa do Marfim e na região do Congo. Operam ainda oito escolas, três centros espirituais, dois dormitórios para estudantes universitários e um amplo programa de bolsas para escolas marianistas. Além disso, os membros servem em ministérios junto aos jovens, obras pastorais e capelanias em hospitais.

#### Itália
O quartel-general mundial dos marianistas está localizado em Roma, Itália.

#### Irlanda
Em 1967, o arcebispo de Dublin John Charles McQuaid convidou os marianistas dos Estados Unidos a fundarem uma missão na Irlanda. Ainda parte da Província dos Estados Unidos, os marianistas irlandeses operam uma universidade e estão ativos no ministério junto aos jovens, capelanias em escolas e prisões, programas de recuperação de viciados em drogas, obras em prol da paz e da justiça e trabalhos paroquiais. 

#### Espanha
Os marianistas chegaram à Espanha em 1830. Em 1977, foi fundada a Fundação Santa Maria, que publica edições marianas e organiza programas pedagógicos. Operam também o Colegio del Pilar, em Madrid, e mais dezesseis escolas.

#### Suíça
O fr. François Kieffer, um padre marianista francês, fundou uma escola em Friburgo, na Suíça, em 1903, que funcionou até 1970.

### Marianistas da África

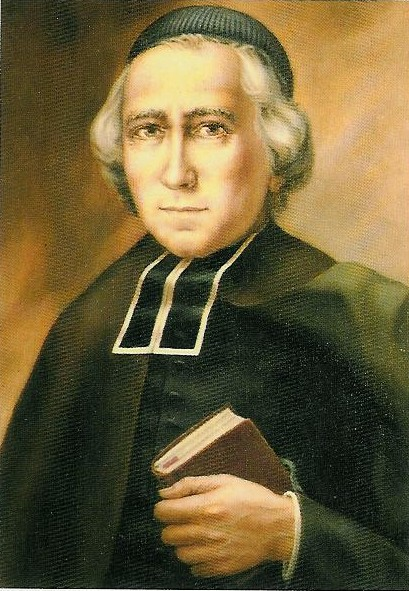
Guilherme José Chaminade, fundador da ordem.

Os marianistas chegaram na África como missionários em 1946 e estão ativos no Quênia, Maláui, Zâmbia, República do Congo, República Democrática do Congo, Costa do Marfim e Tunísia.

#### Quênia
Os marianistas administram a escola primária de Nossa Senhora de Nazaré e o centro IMANI de aconselhamento, treinamento vocacional e cuidado infantil em Nairóbi, e do Projeto de Desenvolvimento Marianista, de objetivos similares, em Mombasa. Eles servem também à sudanesa Diocese de Rumbec no noroeste do Quênia, o Centro de Formação Santa Bakhita, com um seminário e escola de treinamento para enfermeiros, professores e catequistas. Em 1925, os marianistas fundaram a prestigiosa "Escola Mangu" no Quênia.

#### Maláui
Os projetos marianistas são uma escola secundária e o projeto "M.I.R.A.C.L.E.", um serviço rural de treinamento de jovens órfãos por causa da AIDS.

#### Zâmbia
Os marianistas ensinam na Escola Secundária para Garotos Matero e trabalham com seus alunos e ex-alunos, além de ajudar a diocese celebrando missas nas regiões vizinhas.

### Marianistas na Ásia

#### Filipinas
Os marianistas chegaram nas Filipinas em 2004 e escolheram a região meridional do país, focando na cidade de Davao, para estabelecer sua presença.

#### Japão
Os marianistas enviaram cinco missionários ao Japão em 1887 e fundaram lá uma escola, Gyousei Gakuen, em Tóquio em 1888. Fundaram também Kaisei Gakuen em Nagasaki três anos depois, Osaka Meisei Gakuen em Osaka em 1898 e Escola de São José em Yokohama em 1901.

#### Austrália
Os padres paroquiais locais dos subúrbios ocidentais de Melbourne compraram uma grande propriedade de 8 hectares em Altona, que foi transformado na Universidade de São Paulo pelos pais dos primeiros alunos. O primeiro bloco de salas de aula, com três andares, foi completado em 1969.
Os marianistas administraram a Universidade por vinte anos, sob o comando dos reitores irmão John McCluskey, irmão William Callahan, padre Daniel Winters e irmão Donald McCoy. Em 1985, o primeiro diretor leigo, Christopher Dean, foi nomeado. Em 1997, foi sucedido por Christopher Stock, também leigo.
Diversos edifícios especializados no campus de São Paulo foi batizado em homenagem à orgulhosa tradição marianista na Universidade: "Biblioteca Chaminade", "Edifício de Artes Winters", "Capela de Nossa Senhora", "Salão McCoy" e "Centro Tecnológico Cassidy". O "Edifício Jubileu" recebeu este nome em homenagem ao Grande Jubileu de 2000.

## Superior Geral
- Guillaume Joseph Chaminade (1817–1845)
- Georges-Joseph Caillet (1845–1868)
- Jean-Joseph Chevaux (1868–1875)
  - Charles Demangeon (1875–1876) (Vigário Geral)
- Joseph Simler (1876–1905)
- Joseph Hiss (1905–1922)
  - Henri Lebon (1922) (Vigário Geral)
- Ernest-Joseph Sorret (1923–1933)
  - François Joseph Jung (1933–1934) (Vigário Geral)
- François-Joseph Kieffer (1934–1940)
  - François Joseph Jung (1940–1946) (Vigário Geral)
- Sylvester Joseph Juergens (1946–1956)
- Paul-Joseph Hoffer (1956–1971)
- Stephen Joseph Tutas (1971–1981)
- Jose Maria Salaverri (1981–1991)
- Quentin Joseph Hakenewerth (1991–1996)
- David Joseph Fleming (1996–2006)
- Manuel Cortés (2006–2018)
- André-Joseph Fétis (2018–atualmente)[13][14]